# التحالف الديمقراطي الوطني (روسيا)
التحالف الديمقراطي الوطني هو حركة سياسية واجتماعية في الاتحاد الروسي. يؤيد التحالف إقامة عدة جمهوريات روسية وإعادة تأسيس الاتحاد وإبرام اتفاقية فيدرالية بين رعايا الاتحاد الروسي. يترأس أليكسي شيروبايف وإليا لازارينكو وميخائيل بوزارسكي التحالف الديمقراطي الوطني بصورة مشتركة.
بني التحالف الديمقراطي الوطني كرابطة للحركات الإقليمية التي كانت توحدها أيديولوجيا مشتركة لتحقيق القومية المدنية، وتحقيق أيضًا أهداف وغايات طرحت في بيان التحالف الديمقراطي الوطني.
يعتبر التحالف الديمقراطي الوطني حركة معارضة.

## مواقف سياسية
إقامة جمهوريات روسية ضمن الاتحاد الروسي وإعادة تأسيس الاتحاد كاتحاد بين الجمهوريات الوطنية.
- الاعتراف القانوني من قبل الاتحاد الروسي المتجدد بمكانة الدولة الخليفة للجمهورية الفيدرالية الديمقراطية الروسية.
- توسيع صلاحيات الأقاليم والفيدرالية الحقيقية.
- دمقرطة الدولة وتحقيق حقوق وحريات المواطنين.
- رفض السياسة الخارجية الإمبريالية الجديدة.
- معاداة السوفييتية ومعاداة الشيوعية ومعاداة رجال الدين.
- تقييد الهجرة من دول جنوب القوقاز وآسيا والشرق الأوسط.
- حماية حقوق الملكية الخاصة وتطوير اقتصاد سوق.
- تشريع الأسلحة.
- السير تجاه تقارب دائم وتعاون مع الاتحاد الأوروبي وحلف شمال الأطلسي والولايات المتحدة الأمريكية.

جرى تبني وثائق برنامج التحالف الوطني الديمقراطي، بيان وقرار «إعادة تأسيس الاتحاد الروسي وإقامة جمهوريات روسية»، في المؤتمر التأسيسي.
تصدر الحركة بصورة منتظمة بيانات سياسية دفاعًا عن الاقتصاد الحر والحريات السياسية وإصلاح وزارة الشؤون الداخلية. وأقام التحالف الوطني الديمقراطي بشكل رسمي علاقات ودية مع حزب فيسو لاتفيجاي اللاتفي.

## الرمزية
اختيرت ورقة قراص كرمز للتحالف الديمقراطي الوطني. والألوان التي تبنتها الحركة هي الأبيض والأخضر والأسود. اكتسب اللونان الأخضر والأسود بشكل خاص شعبية نظرًا إلى الموقف الذي يتسم بالاحترام من قبل المشاركين في التحالف الديمقراطي الوطني حيال الجيوش الخضراء خلال الحرب الأهلية الروسية.

## أعمال سياسية
- شرب شاي موسكو والبلطيق.[5]
- اعتصامات ضد تعديل «قانون جهاز الأمن الفيدرالي الروسي».
- مشاركة في استراتيجية 31.[6]
- جمع تواقيع دعمًا لمبادرة انسحاب ستافروبول كراي من منطقة شمال القوقاز الفيدرالية.[7][8]
- عمل نادي للسينما.[9][10]
- اعتصام «لا لإمبراطورية الأكاذيب» في أوستانكينو.[11][12]
- مشاركة في مسيرة المعارضة البيلاروسية ضد نتائج الانتخابات الرئاسية في بيلاروسيا في مينسك في 19 من شهر ديسمبر من عام 2010.[13]
- مشاركة في مسيرة «من أجل روسيا بلا بوتين».[14]
- عمل «شريط فلاسوف».[15]
- زيارة إسرائيل، واللقاء بعضوي الكنيست أيوب كارا (الليكود) وأريه إلداد (الاتحاد الوطني).[16][17]
- المشاركة إلى جانب حركة «من أجل الإيمان والوطن» في تنظيم الطاولة المستديرة «السوفييتية الجديدة كظاهرة في أيامنا».[18]
- المشاركة مع «الحركة الديمقراطية الموحدة» في تنظيم مؤتمر «شمال القوقاز: موحدين أم منفصلين؟».[19]
- المشاركة في اجتماع في ساحة بولوتنايا في 10 من شهر ديسمبر من عام 2011.[20]
- وليمة بمناسبة الذكرى ال 68 لتأسيس لجنة تحرير شعوب روسيا في 14 من شهر نوفمبر من عام 2012.